# Родники (Карагандинская область)
Родники́ (каз. Родник) — упразднённое село в Абайском районе Карагандинской области Казахстана. Ликвидировано в 2007 году. Входило в состав Дзержинского сельского округа.

## Население
По переписи 1989 года в селе проживало 93 человека. Национальный состав: чеченцы — 53 %, русские — 23 %.
В 1999 году постоянное население отсутствовало.